# Graafschap Zutphen

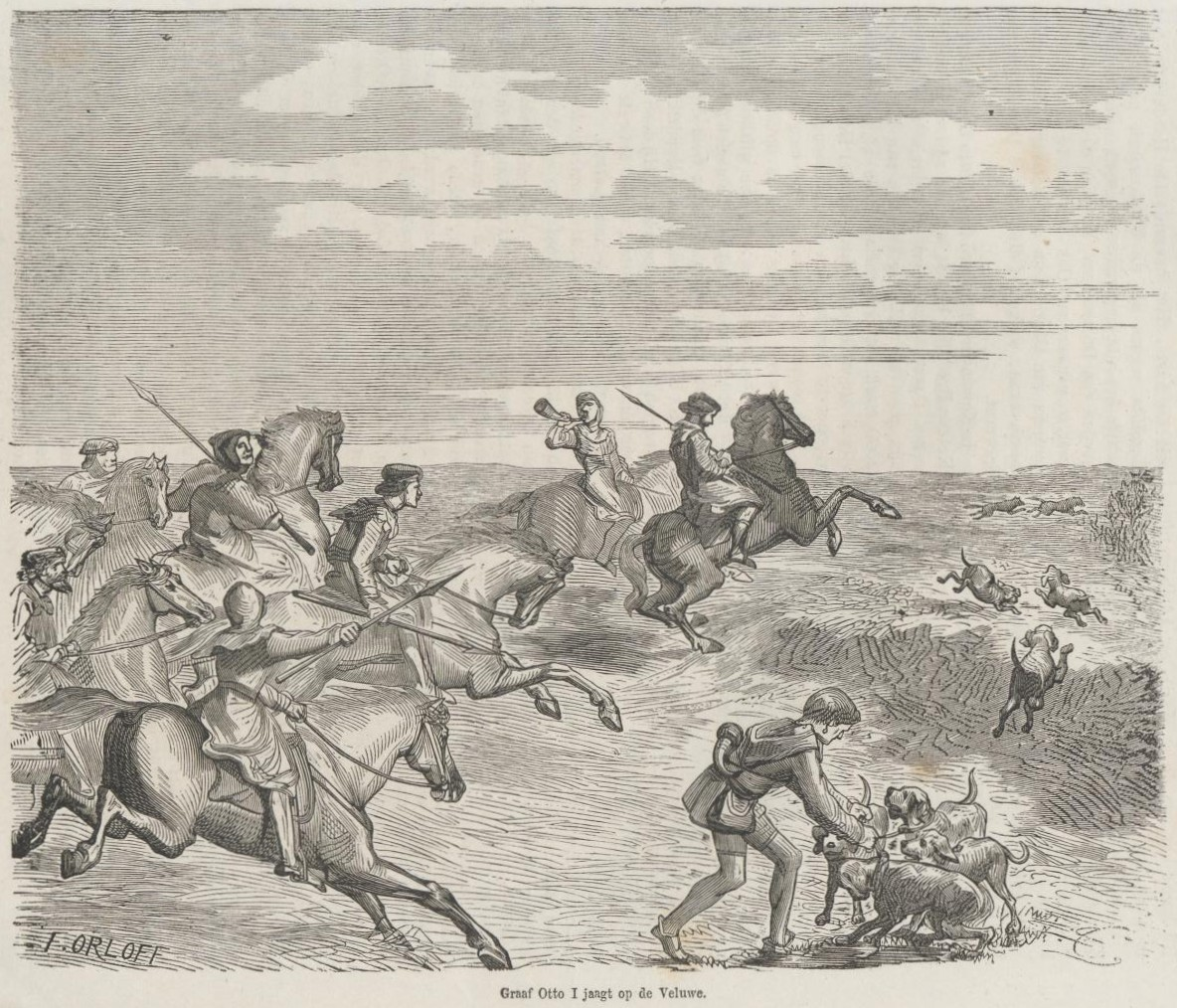
Otto II van Zutphen jaagt op de Veluwe.

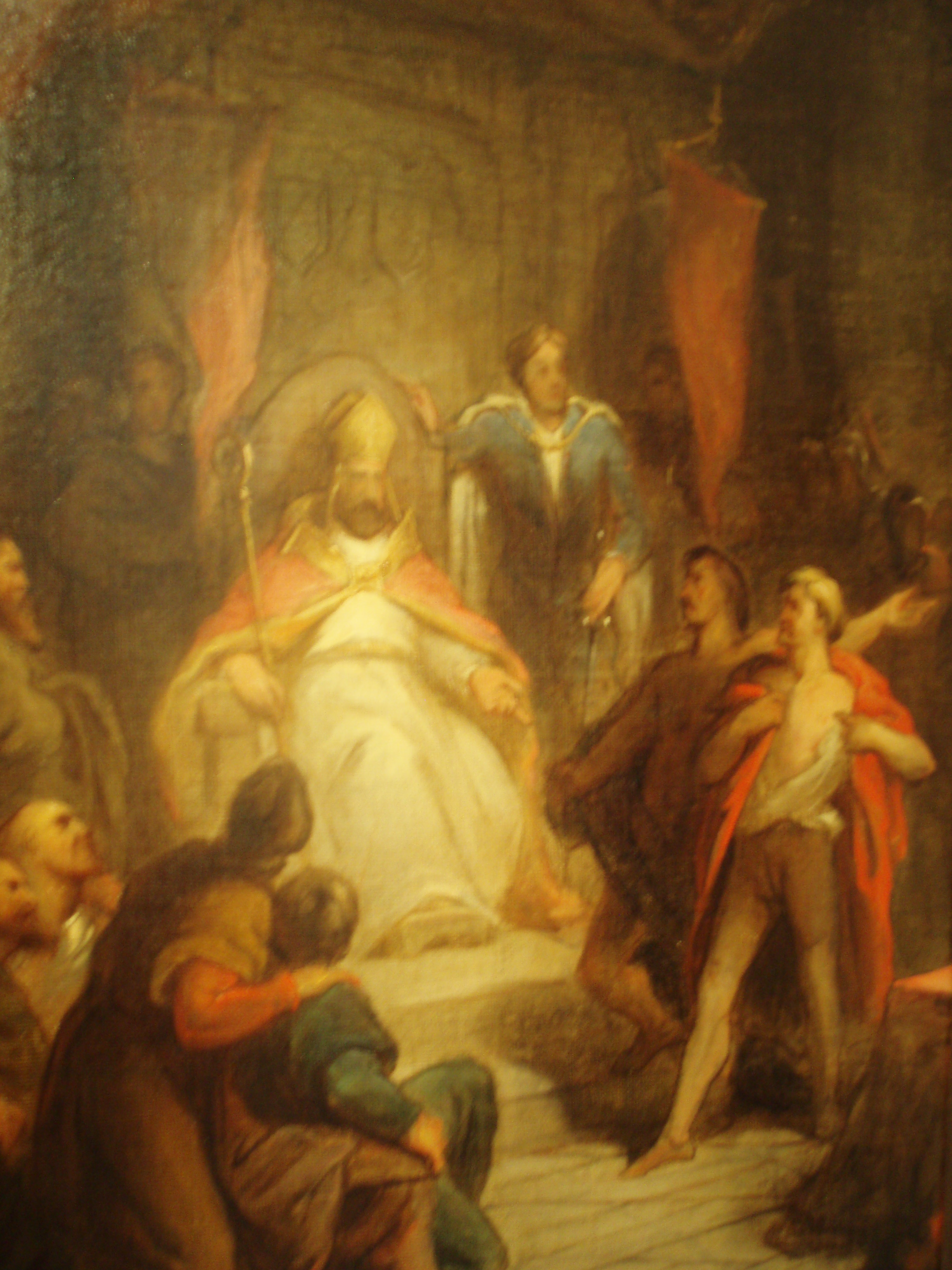
Gerard III van Gelre

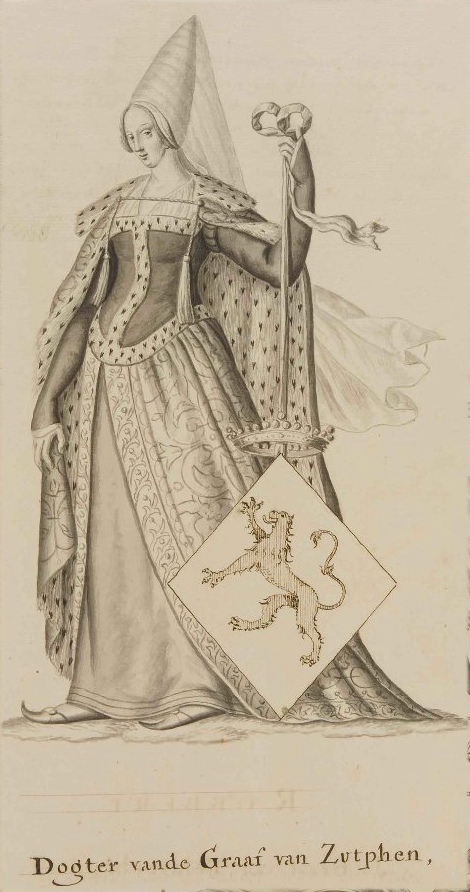
"Dochter van de Graaf van Zutphen" met het wapen van Zutphen

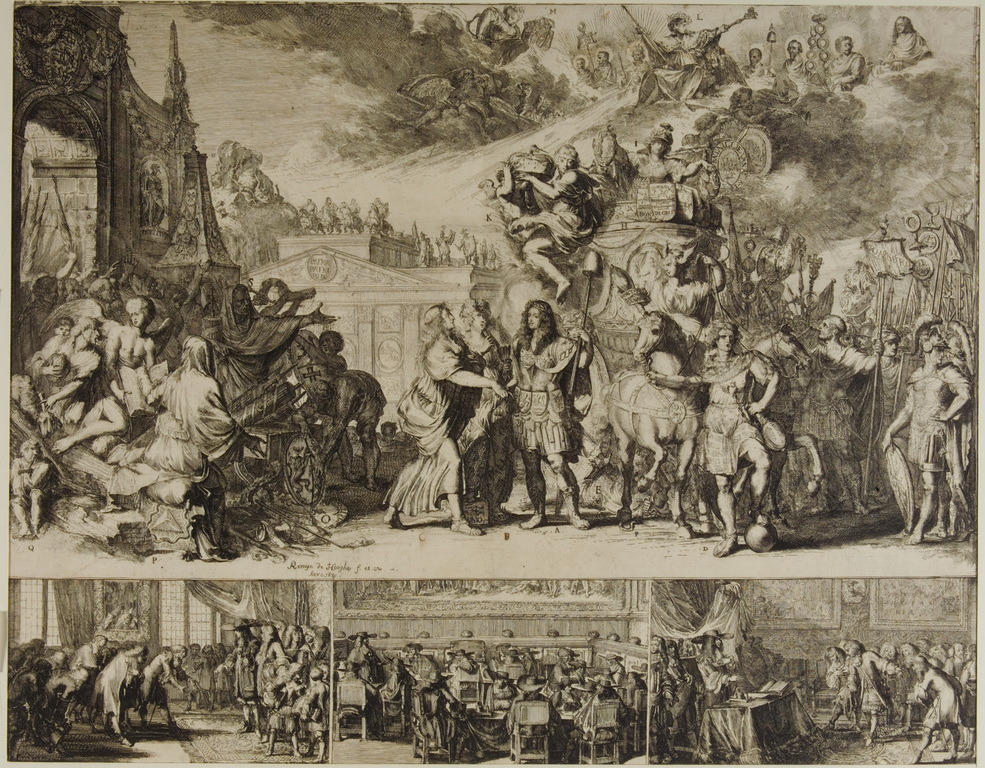
Allegorische voorstelling van de overdracht van Gelre en Zutphen in 1675 aan Willem III, met onder drie detailweergaven van de overdracht zelf te Arnhem

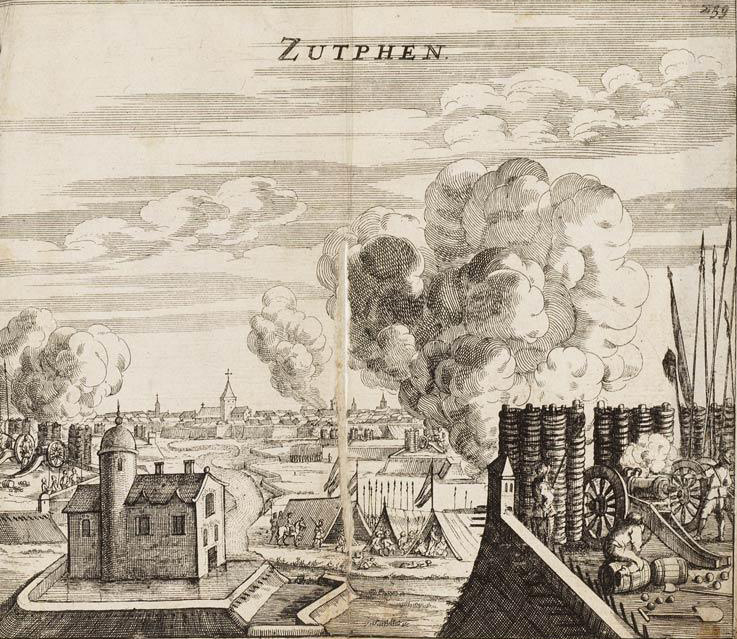
Inname van Zutphen door Maurits in 1591. Johannes Janssonius

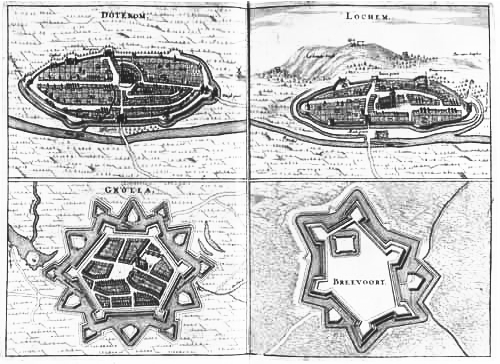
Doetinchem, Lochem, Groenlo en Bredevoort op een prent uit 1654

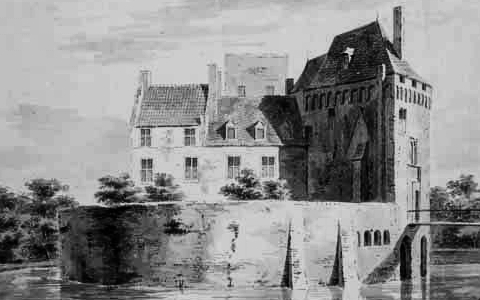
Slot Bronkhorst in 1731

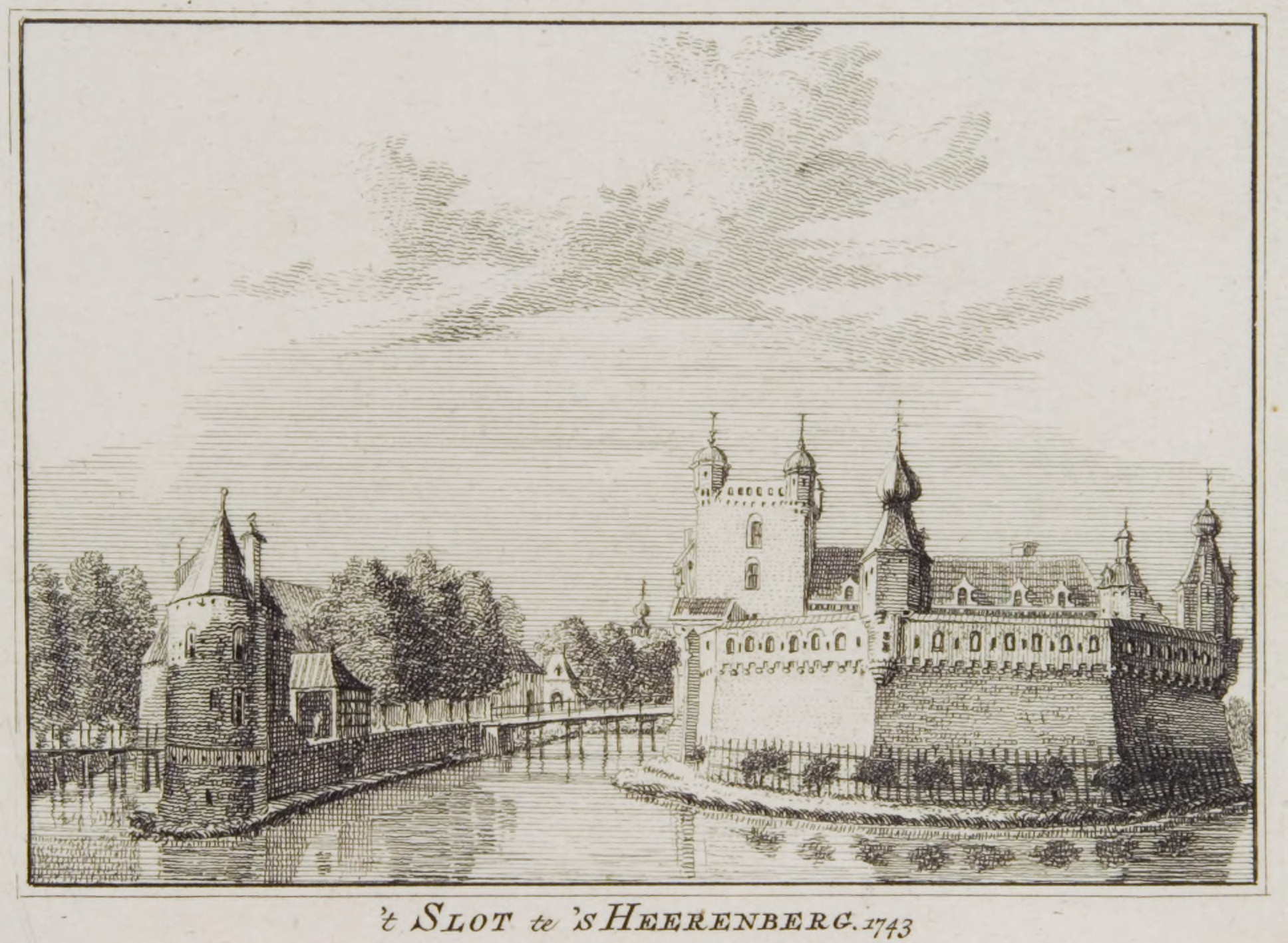
Kasteel Bergh in 1743

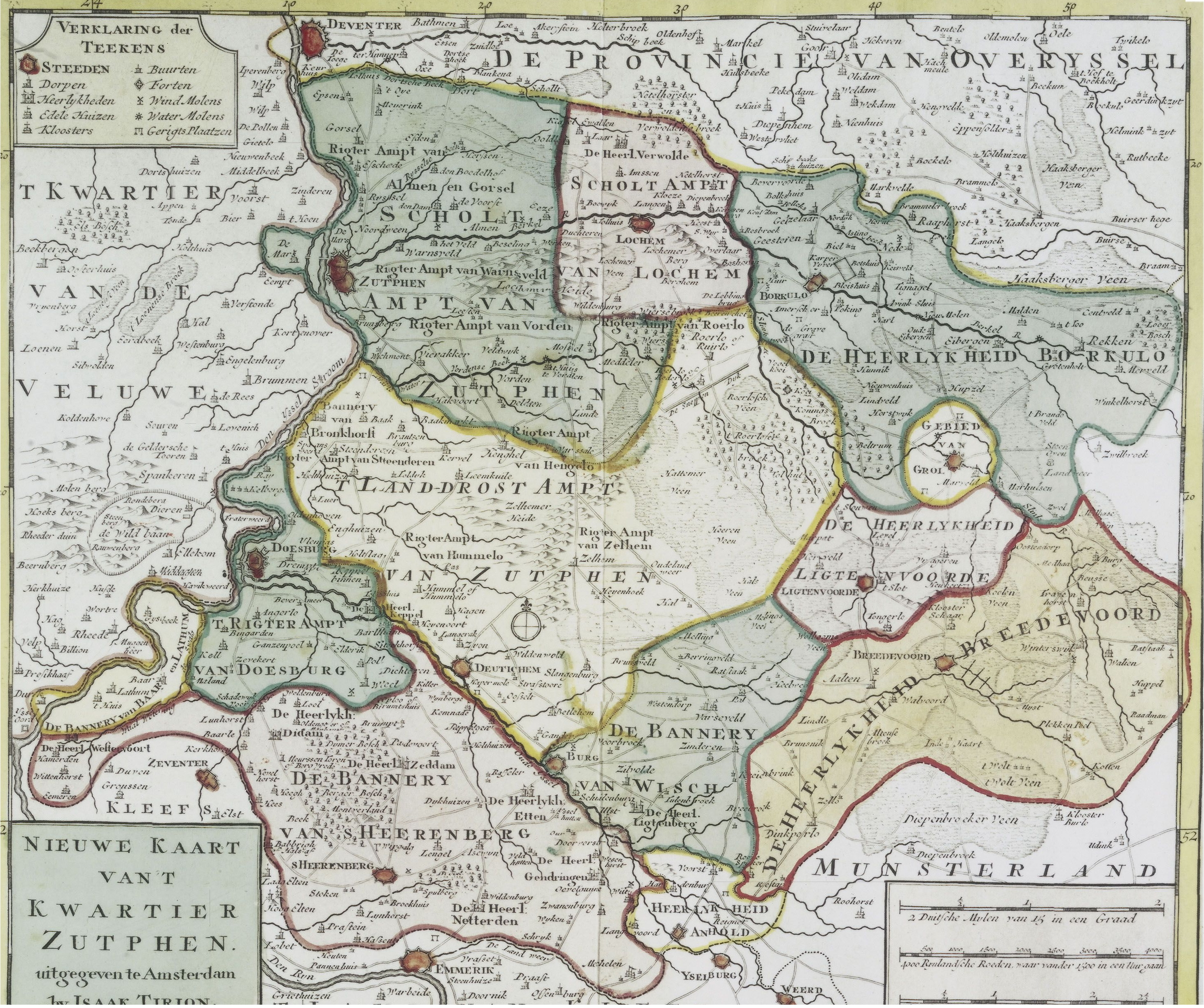
Graafschap in 1757

Het graafschap Zutphen omvatte de noordelijke helft van het oudere graafschap Hamaland en dankt zijn naam aan de hoofdplaats, de latere hanzestad Zutphen. Sinds 1127 was het verbonden met het graafschap Gelre in een personele unie. In de Bourgondische Kreits was het samen met Gelre een van de Zeventien Provinciën. Met de komst van de Fransen werden in 1795 alle feodale rechten formeel afgeschaft. Het gebied werd in 1814 volledig geïntegreerd in de nieuw gevormde provincie Gelderland.

## Geschiedenis heerschappij en territorium
Het leen Hamaland werd tot 1017-18 bestuurd door graaf Diederik van Kleef en Hamaland, zoon van de gravin Adela van Hamaland. Toen Diederik zoonloos overleed, volgde zijn schoonzoon Godfried de Vredestichter, hertog van Nederlotharingen (1012-1023) uit het huis Verdun hem op. Godfried II overleed in 1023 kinderloos en werd opgevolgd door zijn jongere broer Gozelo (1023-1044). In het tweede kwart van de 11e eeuw viel Hamaland vervolgens in twee stukken uiteen, met als scheidingslijn ongeveer Steenderen-Leuvenheim-Eerbeek. Het zuiden kwam in handen van een graaf Werner/Wecelo, in het noorden zette het huis Verdun op een onbekend tijdstip een verwant, Godschalk, als leengraaf in. Toen noordelijk Hamaland in 1046 Utrechts werd, bleef die leengraaf weliswaar zitten, maar werd nu Utrechts leengraaf.
Onder Gelders bewind vond vanaf de 13e eeuw een expansie naar het zuidoosten plaats: het gebied van Groenlo werd in 1236 aangeworven, Zelhem en Hengelo in 1242, de heerlijkheid Bredevoort in 1326, Wisch in de 15e eeuw, en ten slotte de gebieden van Borculo en Lichtenvoorde in 1616. Emmerik en Zevenaar vielen in 1402 aan Kleef toe, Anholt wist uiteindelijk een rijksonmiddellijke status te verwerven. Het graafschap Zutphen was het vierde kwartier van Gelre en werd na de Franse tijd in Nederland volledig geïntegreerd binnen de nieuw gevormde provincie Gelderland. Het gebied heeft altijd een eigen identiteit weten te behouden. Met de naam de Graafschap wordt nog steeds de streek aangeduid die grofweg overeenkomt met het graafschap Zutphen, noordelijk Hamaland; het later aangeworven gebied heet doorgaans de Gelderse Achterhoek.

### Noordelijk Hamaland
De grafelijkheid in het noordelijke deel van Hamaland werd in augustus 1046 door koning Hendrik III aan de bisschop van Utrecht geschonken, nadat de voorgaande rijksonmiddellijke graaf, Godfried met de Baard uit het gravenhuis Verdun, wegens rebellie was afgezet. Godfried met de Baard kwam in opstand, toen hem na het overlijden van zijn vader Gozelo I diens hertogdom Nederlotharingen werd onthouden door koning Hendrik III. De koning was waarschijnlijk beducht dat Godfried met de Baard, die vermoedelijk in 1037 het hertogdom Opper-Lotharingen al van zijn vader had overgenomen, met nog een hertogdom erbij wel een heel machtig potentaat zou worden. Uiteindelijk raakte Godfried met de Baard al zijn ambten, grafelijk of hertogelijk, kwijt als gevolg van zijn rebellie. Zo kon in 1046 de Utrechtse bisschop met de rijksonmiddellijke grafelijkheid gaan strijken. Het feitelijke bestuur bleef echter bij de leengraaf Godschalk.
De oorkonde van 1046 laat duidelijk merken dat het huis Verdun in noordelijk Hamaland een leengraaf heeft ingezet, iemand die met de uitoefening van het gravenambt was beleend door de rijksonmiddellijke graaf. Het heeft er de schijn van dat die toestand pas ná Kerstmis 1025 is ontstaan. Hertog Gozelo I had zich namelijk vanaf september 1024 tot Kerstmis 1025 verzet tegen de opvolging van keizer Hendrik II door Koenraad II, maar verzoende zich met Kerst 1025 met Koenraad. Intussen had Koenraad echter al in 1025 een gunsteling, Werner, ruim bedeeld met grondbezit in zuidelijk Hamaland en op de Veluwe, dat van Adela van Hamaland was geconfisqueerd vanwege haar betrokkenheid bij de moord op Wichman van Vreden, in oktober 1016. In een niet scherp gedateerde oorkonde uit het tijdvak 1046-1056 blijkt in zuidelijk Hamaland een graaf Wecelo te acteren. Wecelo is een bekende roepvorm van Werner. Zo heeft het er veel van dat Gozelo I, toen hij in 1025 eieren voor zijn geld koos, ermee heeft moeten instemmen dat Werner in dat zuidelijk Hamaland zijn leengraaf werd. Bleef dus over noordelijk Hamaland, waar tussen 1025 en 1046 een leengraaf op het tapijt is verschenen, denkelijk wel de stamvader van het Zutphense gravenhuis, Godschalk (overleden 1063), die verwant was aan het huis Verdun.

### Otto II van Zutphen
De bekendste graaf van Zutphen is Godschalks zoon Otto II van Zutphen bijgenaamd de Rijke (1063-1113). Zijn dochter Ermengard huwde te eniger tijd met Gerard II van Wassenberg-Gelre. Gerard III overleed in 1129 nog voor zijn vader Gerard II de Lange, graaf van Gelre. Gerard III liet wel een zoontje na, Hendrik I, aan wie zo Gelre en Zutphen toevielen. Toen Gelre in 1339 tot hertogdom werd verheven, werd de juiste aanduiding van de machthebbers uiteraard hertog van Gelre en graaf van Zutphen. Bestuurlijk raakten beide gebieden zo verweven dat zij als een soevereine staat toetraden tot de Republiek der Zeven Verenigde Nederlanden.

### Graafschap Zutphen
Aangezien Godschalk zich niet had gebrand aan de opstand van zijn leenheer Godfried met de Baard, bleef hij na diens afzetting op zijn plaats zitten. Normaliter zou hij rijksonmiddellijk graaf zijn geworden, maar omdat Hendrik III in 1046 de grafelijkheid in noordelijk Hamaland aan Utrecht schonk, ging dat niet door. Godschalk bleef dus leengraaf, en wel van de bisschop van Utrecht. De Utrechtse bisschop had al een stevige positie in en rond Deventer. Bij dezelfde oorkonde van 1046 werd die nog verder versterkt, wat er ten slotte toe leidde dat het oer-kerspel Deventer uit het Hamalandse verband losraakte en bij het Oversticht ging horen. De omvang van het prille graafschap Zutphen (noordelijk Hamaland) is in 1046 ongewoon nauwkeurig omschreven. De grens liep van Rande net benoorden Deventer via Hunne en Weggestapelen naar Westerflier onder Diepenheim, vandaar via Hazelberg (onder Zwiep) naar Steenderen, via Leuvenheim naar Eerbeek en dan verder via Zuid-Empe en Terwolde weer naar Rande.

### Graafschap Lohn
In 1345 wordt enigszins duidelijk hoezeer het graafschap zich had uitgebreid in een relatief korte tijd. Otto II van Gelre had al in 1236 Groenlo en bijbehorend rechtsgebied gekocht van Hendrik II van Borculo. Het graafschap Zutphen nam bijna twee keer in omvang toe door de toevoeging van gebieden van het Graafschap Lohn. In 1246 deed Herman van Loon het wereldlijk gezag van parochiegebieden Eibergen, Neede en Geesteren over aan Gelre. Deze laatste overdracht bleek overigens niet rechtsgeldig, omdat Herman als voogd optrad voor de toen minderjarige Hendrik III van Borculo. Daardoor was Groenlo een exclave geworden in Münsters gebied. In 1242 deed Herman van Loon II de gebieden van Bredevoort (met Aalten, Dinxperlo en Winterswijk), Hengelo en Zelhem over aan Gelre en deed een toezegging voor Varsseveld en Silvolde. Toen de graaf van Lohn stierf, glipten deze laatste twee gebieden vanwege een erfkwestie uit de handen van Gelre omdat deze in leen vervielen aan de heren van Wisch. Deze knoopten pas in de 15e eeuw leenverbanden aan met Gelre. Vanwege Lohns dood brak een vierjarige oorlog uit tussen Gelre en Münster en werd de strijd om Bredevoort na veel bloedvergieten uiteindelijk in het voordeel van Gelre beslecht. Daarmee werden in 1326 tevens de parochies van Aalten, Dinxperlo en Winterswijk aan het graafschap Zutphen gevoegd.

### Heerlijkheid Borculo
De heerlijkheid Borculo was tot en met 1615 onderdeel van het vorstbisdom Münster. Het Hof van Gelre stelde in een erfopvolgingstwist graaf Joost van Limburg Stirum en Bronckhorst in het gelijk en daarmee werd dit gebied onderdeel van het graafschap Zutphen. Nadat op 10 januari 1616 Lichtenvoorde al door de Staatsen ingenomen was, trok kolonel Diederik van Dorth in februari met dertien compagnieën soldaten en negen compagnieën ruiters naar Borculo. Daar liet men de troepen onmiddellijk binnen de stad, en belegerden gezamenlijk het kasteel, dat op 25 januari 1616 bij verdrag werd overgegeven. Deze overname werd overigens nooit erkend door de Münstersen. Bisschop Bernhard von Galen nam het gebied twee keer in. Van Galen en zijn opvolgers bleven de titel Herr zu Borkulo tot in de 19e eeuw voeren.

### Gelre
Na een machtsstrijd om de Zutphense erfenis tussen 1120 en 1138 viel het graafschap in handen van Otto I van Gelre en Zutphen. Vanaf dat jaar was tussen de graafschappen Gelre en Zutphen een politieke unie ontstaan, waarbij beide gebieden hun zelfstandigheid behielden. Dat was merkbaar in 1339, toen Gelre tot hertogdom werd verheven, maar Zutphen een graafschap bleef. In 1543 kwam er verandering in Zutphens zelfstandigheid, nadat Karel V Gelre veroverde. Door het Traktaat van Venlo waarin de rechten en plichten van Karel V als nieuwe hertog en van zijn nieuwe onderdanen werden vastgelegd, kwam een einde aan de Gelderse Oorlogen en moest hertog Willem V van Kleef zijn aanspraken op Gelre en Zutphen opgeven. Gelre en Zutphen kwamen toe aan de Habsburgse Nederlanden. De hertogen van de Bourgondische Kreits waren vanaf toen de enige heersers en het graafschap was verbonden met het hertogdom Gelre in een personele unie. Samen met het hertogdom Gelre was het graafschap een van de Zeventien Provinciën geworden. De hertog werd binnen het Kwartier van Zutphen vervangen door een stadhouder of diens plaatsvervanger, maar de oude bestuursinstellingen bleven gehandhaafd. In 1544 werd het Hof van Gelre en Zutphen daarvoor ingesteld. De naam werd gehandhaafd, dat bleek in 1675 bij de symbolische overdracht van het hertogdom Gelre en het graafschap Zutphen aan stadhouder Willem III. In de praktijk werd het graafschap meestal Kwartier van Zutphen genoemd.

### Bataafse Republiek
Zelfs tijdens de bezetting door Franse troepen in 1794-1795 bleven de oude bestuursinstellingen aanvankelijk gehandhaafd. In 1798 werd door de Nationale Vergadering de gewestelijke soevereiniteit definitief afgeschaft. Dat jaar werd de Gelderse landdag ontbonden en omgezet in het Provisioneel Intermediair Administratief Bestuur, waardoor de Staten van de Kwartieren en het Kwartier van Zutphen ophielden te bestaan. Alleen de Gedeputeerde Staten bleven, onder andere namen, hun taken tot 1805 uitvoeren.

### Achterhoek
Als het in moderne context over het gebied De Graafschap gaat, dan betreft dit nog steeds het oude graafschap Zutphen. Dat mag zijn bestuurlijke zelfstandigheid lang geleden zijn kwijtgeraakt, als plaatsbepaling is de naam blijven bestaan, zij het dat er wat begripsverwarring met de naam Achterhoek lijkt op te treden. Met de Gelderse Achterhoek werd oorspronkelijk het gebied beoosten Hamaland bedoeld, het voormalige graafschap Lohn en de heerlijkheid Borculo dat deel uitmaakte van het bisdom Münster. Daarin lagen de kerspelen (parochies) Winterswijk, Aalten, Bredevoort, Zelhem, Varsseveld, Silvolde, Hengelo (G), Groenlo, Lichtenvoorde, Vragender, Borculo, Geesteren, Neede en Eibergen. De graven van Gelre penetreerden pas in de 13e en 14e eeuw geleidelijk in dat gebied.

## Steden en kastelen in De Graafschap
Naast de hoofdstad Zutphen waren andere steden (hieronder vermeld met jaartal van verkrijging stadsrechten) in het graafschap onderverdeeld in de Staten van het kwartier Zutphen. Het gebied is bekend om zijn vele kastelen waarvan veel in de loop der tijd verwoest, gesloopt of tot ruïne vervallen (zie lijsten). Anholt wist lang onafhankelijk te blijven van het hertogdom Gelre met uitzondering van de jaren 1512-1537 toen de heerlijkheid tijdens de Gelderse Twisten onder direct Gelders gezag werd geplaatst. Dirk van Bronckhorst verzoende zich in 1537 met de hertog, waarmee een einde kwam aan het toezicht. Dirk was wel verplicht om de heerlijkheid te allen tijde open te stellen voor Gelderse troepen. Liemers werd in 1355 in pand gegeven aan de graaf van Kleef voor politieke steun. Heerlijkheid Borculo was altijd een Münsters leen, maar werd in 1616 ingenomen door Zutphense troepen waardoor dit gebied als laatste toegevoegd werd.
| Stad           | Stadsrechten  | Gebied                                        |
| -------------- | ------------- | --------------------------------------------- |
| Anholt         | 1347          | Heerlijkheid Anholt (1512-1537)               |
| Borculo        | 1375          | Heerlijkheid Borculo sinds 1616               |
| Bredevoort     | 1388          | Heerlijkheid Bredevoort sinds 1326            |
| Bahr en Lathum | geen/onbekend | Bannerij van Bahr en Lathum                   |
| Bronkhorst     | 1482          | Landdrostambt van Zutphen                     |
| Doetinchem     | 1236          | Landdrostambt van Zutphen                     |
| Doesburg       | 1237          | Richterambt van Doesburg                      |
| Groenlo        | 1277          | Gebied van Grol sinds 1236                    |
| 's-Heerenberg  | 1379          | Bannerij van 's-Heerenberg                    |
| Keppel         | 1404          | Landdrostambt van Zutphen                     |
| Lichtenvoorde  | onbekend      | Heerlijkheid Lichtenvoorde sinds 1615         |
| Lochem         | 1233          | Scholtambt van Lochem                         |
| Terborg        | 1419          | Bannerij van Wisch                            |
| Zevenaar       | 1487          | Scholtambt van Liemers verpand aan Kleef 1355 |
| Zutphen        | 1190          | Scholtambt van Zutphen                        |

| Kasteel                           | Plaats               | Staat                  |
| --------------------------------- | -------------------- | ---------------------- |
| Ampsen                            | Laren (Gelderland)   | Lochem                 |
| Huize Baak                        | Baak                 |                        |
| Kasteel Huis Bergh                | 's-Heerenberg        |                        |
| Kasteel De Bramel                 | Vorden               |                        |
| Kasteel Bredevoort                | Bredevoort           | (fundamenten/gewelven) |
| Havezate Camphuysen               | Oud-Zevenaar         |                        |
| kasteel Didam                     | Didam                | (in 1606 verdwenen)    |
| Kasteel Engelenburg               | Brummen              |                        |
| Kasteel Enghuizen                 | Hummelo              |                        |
| Kasteel Hackfort                  | Vorden               |                        |
| Kasteel het Holtslag              | Toldijk              |                        |
| Huize De Kamp                     | Neede                |                        |
| Kasteel Keppel                    | Laag-Keppel          |                        |
| Huis Kiefskamp                    | Vorden               |                        |
| Marveld                           | Groenlo              | (verdwenen)            |
| Marhulsen                         | Groenlo              | (verdwenen)            |
| Huis Loil                         | Loil                 | (verdwenen)            |
| 't Medler                         | Vorden               |                        |
| Kasteel Nettelhorst               | Lochem               | (ruïne)                |
| Kasteel Onstein                   | Vorden               |                        |
| Plekenpol                         | Winterswijk          | (ruïne)                |
| Kasteel Ruurlo                    | Ruurlo               |                        |
| Ravenhorst                        | Winterswijk          | (verdwenen)            |
| Kasteel Schuilenburg (Gelderland) | Terborg/Silvolde     | (ruïne)                |
| Huis Sevenaer                     | Zevenaar             |                        |
| Slangenburg                       | Doetinchem           |                        |
| Kasteel Sinderen                  | Sinderen             | (verdwenen)            |
| Kasteel Ulenpas                   | Hoog Keppel          |                        |
| Kasteel Upladen                   | Gemeente Montferland | (verdwenen)            |
| 't Velde                          | Warnsveld            |                        |
| De Voorst                         | Warnsveld            |                        |
| Kasteel Vorden                    | Vorden               |                        |
| Walfort                           | Aalten               | (restanten)            |
| Waliën                            | Winterswijk          | (restanten)            |
| de Wiersse                        | Vorden               |                        |
| Kasteel De Wildenborch            | Vorden               |                        |
| Kasteel Wisch                     | Terborg              |                        |

## Landschap
Het landschap van De Graafschap wordt als aantrekkelijk en bijzonder gezien. Dit was reden om het in 2005 aan te wijzen als Nationaal Landschap Graafschap.

## Rijmpje
De graafschap Zutphen kende vier heerlijkheden met als bannerheren Bergh, Baer, Bronckhorst en Wisch. In 1650 noteerde geschiedschrijver Arend van Slichtenhorst (1616-1657) een oude zegswijze.
Bergh de ryxte
Bronckhorst de adelyxte
Baer de oudste
Wisch de stoutste
Dat de heren van Wisch worden aangeduid als de stoutste, de dapperste, verwijst waarschijnlijk naar hun reputatie als dappere (roof)ridders.

## Trivia
- Het volkslied van de provincie Gelderland (1941) van C.J.C. Geerlings bezingt achtereenvolgens de Veluwe, de Betuwe en de Graafschap.

## Recente literatuur
Hein H. Jongbloed, 'Tussen 'paltsverhaal' en 'IJssellinie', Averarda 'van Zutphen' († 11 augustus [961]) en de geboorte van de graafschappen Zutphen en Gelre (1026-1046)' in Bijdragen en Mededelingen Gelre -- Historisch Jaarboek voor Gelderland 97/2006 pp. 57–130.